# أتيلا أبوناي
أتيلا أبوناي (بالمجرية: Abonyi Attila)‏ مواليد 16 أغسطس 1946 في بودابست، هو لاعب كرة قدم أسترالي سابق كان يلعب كلاعب وسط. سبق له أن لعب في كأس العالم لكرة القدم مع منتخب بلاده.

## المسيرة الاحترافية

### أندية لعب لها
- نادي سيدني يونايتد 58

## روابط خارجية
- أتيلا أبوناي على موقع قاعدة بيانات كرة القدم.إي يو (الإنجليزية)
- أتيلا أبوناي على موقع ناشيونال فوتبول تيمز (الإنجليزية)
- أتيلا أبوناي على موقع عالم كرة القدم.نت (الإنجليزية)